# 사누키정
사누키정(佐貫町)은 일본 지바현 기미쓰군에 일찍이 존재했던 정이다. 현재의 훗쓰시 북부에 해당한다.

## 역사
- 1889년 4월 1일 - 정촌제 시행에 의해 아마하군 사누키정이 성립하였다.
- 1897년 4월 1일 - 아마하군이 통합에 의해 기미쓰군이 되었다.
- 1955년 3월 30일 - 오누키정과 합병해 오사와정이 신설되어, 동일 사누키정은 폐지되었다.

## 교통

### 철도
- 국철 (→ JR동일본)
  - 우치보선

### 도로
- 1급 국도
  - 보소 가도(현:국도 제127호선)